# Ludwig von Estorff
Ludwig von Estorff né le 24 décembre 1859 à Hanovre et décédé le 5 octobre 1943 à Uelzen est un Generalmajor allemand pendant la Première Guerre mondiale.

## Biographie
Ludwig est né dans une famille de vieille noblesse (de) et était le deuxième enfant du major-général Eggert Ludwig von Estorff (de) (1831-1903) et de sa femme Julie Bernhardine, né de Witzendorff (de) (1836-1902).
Estorff a grandi près de Berlin et en 1878 a commencé sa carrière comme officier dans le 31e régiment d'infanterie. Le 13 décembre 1887, il est promu premier lieutenant. Le 1er octobre, il rejoint l'Académie militaire prussienne. Il reste jusqu'à son transfert dans le Grand État-Major général le 29 mars 1892. Le 14 septembre 1893, il est promu capitaine et devient commandant de compagnie dans un régiment d'infanterie.
Le 31 mai 1894, il est transféré à la force de protection du Sud-Ouest africain allemand. Là, il y reste du 4 juin 1894 au 9 juillet 1899, comme un commandant de compagnie. À son retour en Allemagne, le 13 septembre 1899, il rejoint le Grand État-Major, et le 27 janvier 1900, il est promu au grade de major.
Le 25 juin 1904, il est nommé commandant du 1er bataillon du régiment de campagne. À ce titre, il participe à la bataille de Waterberg en août 1904.
Le 4 janvier 1906, il devient commandant du 2e régiment de campagne et 10 avril il est promu lieutenant-colonel. Le 1er avril 1907, il est nommé commandant des troupes allemandes du Sud-Ouest africain. Le 20 avril 1909, il est promu au grade de colonel. Le 20 mars 1911, il devient commandant du régiment d'infanterie de Brunswick (Basse-Saxe). le 1er octobre 1912, il est promu au grade de major général de la 68e brigade d'infanterie à Metz.
C'est avec cette unité qu'il débute la Première Guerre mondiale sur le front occidental. Le 1er septembre il est grièvement blessé. Après son hospitalisation et sa convalescence, il retourne au front le 11 mai 1915 en tant que commandant de la 103e division d'infanterie. Le 6 juin 1916, il est promu au grade de lieutenant-général et le 7 novembre 1916, il était à la tête de la 42e division d'infanterie.
Il participe à l'opération Albion, une opération d'invasion des îles de Saaremaa, Hiiumaa et Muhu en Estonie.
Depuis le 17 décembre 1918, il est commandant adjoint de la 8e armée allemande, dans les pays baltes. En janvier 1919, il négocie avec les Britanniques, vainqueurs de la guerre, l'évacuation des troupes allemandes en Lettonie face à l'avancée de l'Armée rouge.
Le 5 février 1919, il est nommé gouverneur de Königsberg et le 25 février 1919, il est chargé de la direction du premier corps d'armée. Le 1er octobre 1919 il prend le commandement du groupe 3, en même temps que celui de la 1re région militaire, le Wehrkreis I, et de la 1re brigade de la Reichswehr.
Le 8 avril 1920, il se retire après le Putsch de Kapp. Le 27 août 1939, il reçoit le Charakter (titre honorifique) de General der Infanterie, et une caserne à Herford est baptisée de son nom.